# 怒海戰記
《怒海戰記》是由育碧新加坡開發並由育碧發行的戰略動作遊戲。游戏于2017年E3游戏展上公布，经过多年的延期，游戏最终在2024年2月16日发售。游戏最终在PlayStation 5、Xbox Series X/S、Amazon Luna和PC上推出。
游戏发售后，媒体给出较为一般的评价：在Metacritic上，游戏的Windows版本基于15篇评价给出64/100总分；而在Opencritic基于15篇评价仅获得61/100的评价。

## 遊戲玩法

玩家的船隊正逼近敵艦

《怒海戰記》是一款開放式的第三人稱戰略動作遊戲。玩家操縱著一位可自定化的海盜船船長，並可在單人模式上帶領船隊在印度洋上航行，或與最多五位玩家玩盟，在爭議海域上與敵方船隊交戰。
玩家可以在《怒海戰記》內獲得額外的船艦，包括小型風帆戰船、前桅横帆双桅船和巡防艦，它們同時也載有諸如迫擊砲、舷側砲和火箭炮。船艦的損壞程度會顯示在生命值上，玩家可以用突入的方法強行登上敵艦，而佔據上風位置則能夠助船隊在戰鬥時獲得優勢。遊戲的其中一個核心部分是名叫「狩獵戰利品」（Loot Hunt）的多人模式，在其中玩家要與另一個玩家組隊挑戰尋寶活動，積累最多財寶的隊伍便為勝方。每隻船艦的桅樓都是可以延展的，以作眺望之用，而墨鏡亦可起到相同的功用。另外，微交易也是遊戲的其中一個機制。

## 開發與發行

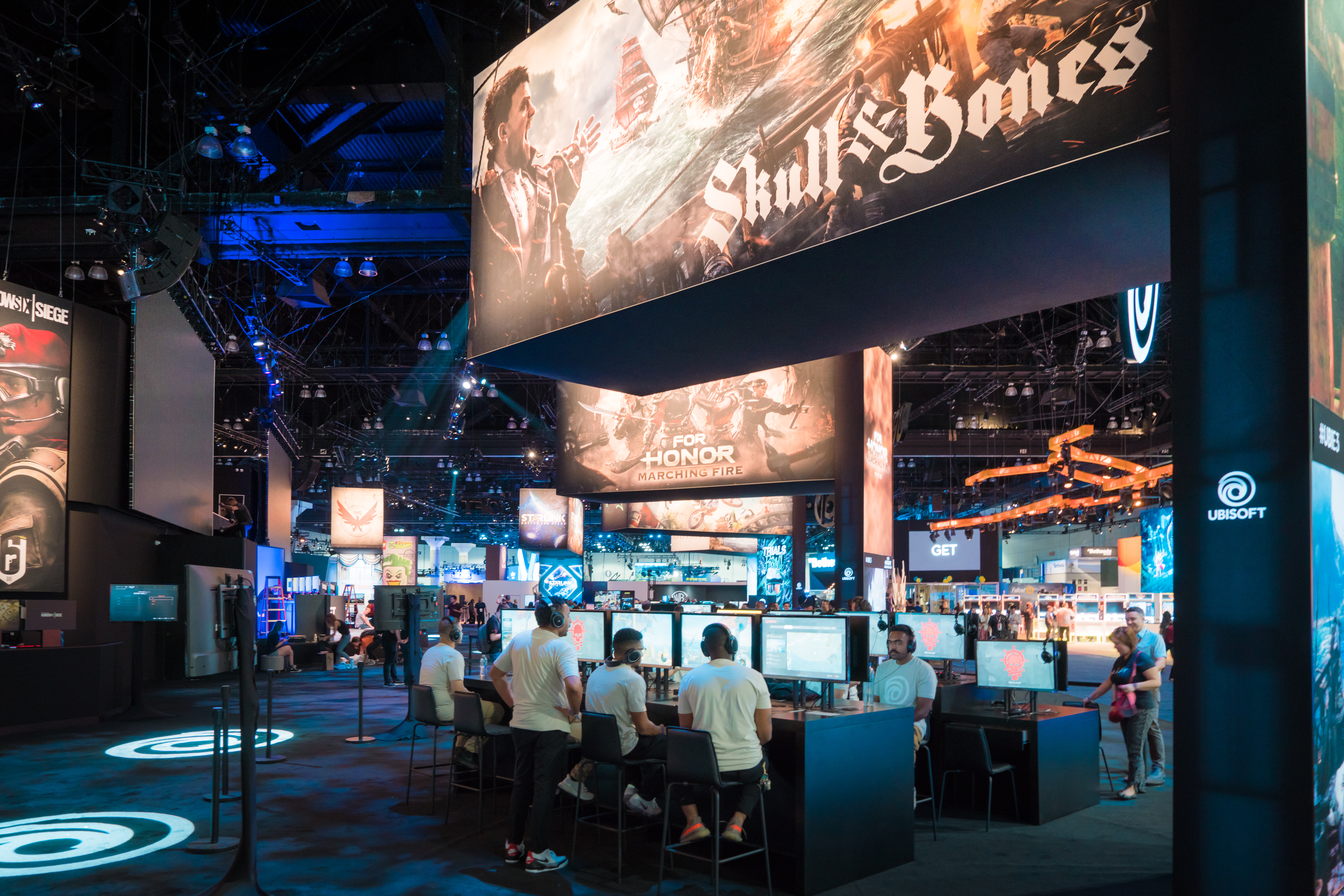
《怒海戰記》在E3 2018的育碧攤位展示

《怒海戰記》以《刺客教條IV：黑旗》的海戰為靈感，同時也是育碧新加坡作为主要开发组開發的第一部作品。他們發布了一項名叫「法典守衛」（Keepers of the Code）的線上服務，允許玩家微調遊戲的功能。
在E3 2017上，育碧在其新聞發佈會上公佈《怒海戰記》的資訊，並證實將以Microsoft Windows、PlayStation 4和Xbox One為平台。遊戲的發佈日期原先設在2018年第三或第四季度，但因故推遲至2019年。2018年9月11日，官方宣布本作的创意总监贾斯丁·A·法伦离职。随后项目进入了两年的沉静期，未有新消息公布或再在育碧的发布会上露面。2020年7月，有媒体称《碧海黑帆》正在经历开发上的返工重做。同年9月，本作的新创意总监伊丽莎白·佩伦（Elisabeth Pellen）确认游戏在制作全新的版本，并且不会在2020年内公布更多的信息；同时包括了育碧柏林之内的工作室也新加入到协助游戏开发的阵容中。伊丽莎白·佩伦于2023年夏季从新加坡工作室离职，她将回到育碧巴黎工作室工作。同时根据媒体报道，育碧新加坡工作室正在面对新加坡的创意媒体及印刷业联合会（CMPU）发起的工会行动。
2021年5月，育碧宣布本作将延期到2022年4月-2023年3月财年期间发售。在2022年7月，育碧宣布本作确认将于2022年11月8日发售；但在同年9月，育碧宣布本作将延期到2023年3月9日发售。2023年1月，育碧第六次延期本作的发售日，从3月9日延后到2023-2024年财年期间发售，并确认本作不会被取消开发。2023年10月，育碧再次宣布本作将延期到2024年初发售。2023年12月，在游戏大奖2023上，育碧确认本作最新的发售日期为2024年2月16日。
游戏在公布时确认登陆PlayStation 4和Xbox One平台，2022年7月，育碧宣布本作将登陆Google Stadia和Amazon Luna云游戏平台；同时期，育碧确认将停止PlayStation 4和Xbox One版本的开发，游戏将登陆PlayStation 5和Xbox Series X/S次世代主机平台。2022年9月，谷歌确认将在2023年1月结束Google Stadia的运营服务，而延期后的《碧海黑帆》将不再能登陆该平台。

## 獎項
| 年份 | 獎項         | 類別             | 結果 | 來源   |
| ---- | ------------ | ---------------- | ---- | ------ |
| 2017 | 游戏评论家奖 | 最佳原創遊戲     | 提名 | [ 24 ] |
| 2017 | 游戏评论家奖 | 最佳多人線上遊戲 | 提名 | [ 25 ] |

## 外部連結
- 官方网站